# Mesamphisopus tsitsikamma
Mesamphisopus tsitsikamma är en kräftdjursart som beskrevs av Gouws 2008. Mesamphisopus tsitsikamma ingår i släktet Mesamphisopus och familjen Mesamphisopidae. Inga underarter finns listade i Catalogue of Life.